# Joey Gaydos
Joey Gaydos, Jr., född 18 april 1991 i Dearborn, Michigan, USA, är en amerikansk skådespelare och gitarrist. Gaydos började spela gitarr vid den unga åldern 3 och nu är han gitarrist i ett band som kallas Badd Raquette.

## Filmografi
- 2003 – School of Rock

## Fotnoter
1. ↑  Internet Movie Database, läs online, läst: 20 oktober 2019.[källa från Wikidata]